# ایستگاه هیوشی
ایستگاه هیوشی (به ژاپنی: 日吉駅 Hiyoshi-eki) یک ایستگاه قطار در منطقه کوهوکو-کو، یوکوهاما در استان کاناگاوا است که توسط شرکت راه‌آهن توکیو و متروی یوکوهاما اداره می‌شود.